# Lauro Montenegro
Lauro Bezerra Montenegro (Guarabira, 28 de fevereiro de 1896 — 22 de abril de 1950), foi um político brasileiro. Exerceu o mandato de deputado federal pelo Alagoas de 1946 a 1950.
Filho de José Vicente Montenegro e de Maria Bezerra Montenegro, Lauro era formado em agronomia. Por conta de sua formação, foi designado Secretário de Agricultura de Pernambuco durante o governo de Carlos de Lima Cavalcanti, em 1935, e diretor do Departamento de Fomento Agrícola do Ministério da Agricultura, em Alagoas. Após esse período, em 1945, elegeu-se deputado por Alagoas pelo Partido Social Democrático (PSD) à Assembleia Nacional Constituinte, assumindo, oficialmente, apenas em fevereiro de 1946. 
Durante sua carreira política, Montenegro foi politicamente ligado à família Góis Monteiro, que também dominava no estado de Alagoas, no Nordeste.
Participando dos trabalhos constituintes, foi terceiro-secretário da mesa da Assembléia e concentrou sua atuação na defesa da política implementada pelo Instituto de Açúcar e do Álcool (IAA). Nesse período, integrou a Comissão Permanente de Finanças da Câmara. Após a aprovação da nova Constituição em setembro de 1946, manteve-se na cadeira durante a legislatura ordinária até 22 de abril de 1950, quando faleceu em pleno exercício do mandato. 